# 徐耕
徐耕（?—?），成都人，唐朝末年到五代十国时期前蜀官员。
徐耕在唐昭宗时担任内外都指挥使、眉州刺史，大順二年（891年），成都被围，有些人想要出城投降王建，陈敬瑄于是大肆诛杀。徐耕性情仁厚宽恕，被他保全的人有几千，田令孜对徐耕说：“你掌握着生杀大权却不惩处一人，是不是想要叛变？”徐耕害怕，夜里，把俘获的囚犯提出来在市街上处斩。王建攻克成都，以徐耕的女儿为妾室。武成元年（908年）十月，前蜀皇帝王建册立后宫张氏为贵妃，徐耕的女儿徐氏为贤妃，徐氏的妹妹为德妃。贤妃的儿子王衍继承了前蜀的皇位，又娶徐耕的孙女封为元妃。

## 延伸阅读
[在维基数据编辑]
 《宋書/卷91》，出自沈约《宋书》